# Cá mòi nước ngọt
Cá mòi nước ngọt hay cá mòi sông (Danh pháp khoa học: Sardinella tawilis) là một loài cá mòi sống trong môi trường nước ngọt. Trong tiếng Philippines, nó được gọi là tawilis.

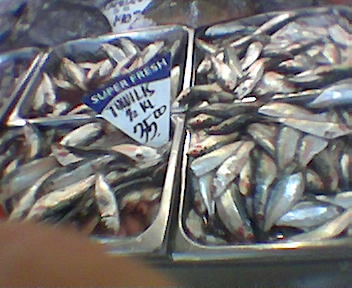
Cá mòi sông ở chợ

## Đặc điểm
Cá mòi nước ngọt giống như cá trích biển, có màu trắng và vẩy nhỏ, da bóng nhẫy mỡ màng. Thịt cá mềm, thân mình có nhiều xương, dù cá mòi có nhiều xương nhỏ nhưng thịt và xương đều mềm, dễ ăn. Chúng chỉ dài khoảng 15 cm và nặng khoảng 30g. Tháng chạp hằng năm, cá mòi nước ngọt ngược dòng về nguồn sinh sản, chúng ngược dòng nước lên đẻ ở các dòng suối thượng nguồn. Qua tháng giêng, chúng xuôi con nước ra cửa sông.

## Đặc sản
Ở vùng sông Thu Bồn của Việt Nam, cá mòi nước ngọt là món đặc sản mang đậm hương vị sông nước. Bắt cá mòi có nhiều cách: thả lưới, giăng nò, quăng chài, hiệu quả nhất vẫn là đóng nò cá ngang dòng sông. Từ sau Tết đến hết tháng hai, mỗi nò cá trên sông Thu Bồn có thể bắt được hơn 1 tạ cá mòi sông.
Cá mòi mua về chặt bỏ đầu, các vây, moi bỏ ruột, đánh sạch vẩy rồi bỏ cối giã hoặc xay nhuyễn làm chả rán, cuốn ram. Cá mòi tươi có thể đem chiên giòn hay ướp gia vị nướng lửa than hồng. Chả cá thì ăn với cơm nóng và có thể để được lâu. Các món cá mòi chiên giòn hay cá mòi nướng vừa béo vừa giòn nhưng không ngậy, mùi vị thịt cá ngon ngọt rất đặc trưng. Ngoài ra còn các món cá mòi chiên, cá mòi ram chả hay cuốn ram. Huyền tích kể rằng, cá mòi sông là hóa thân kiếp sau của chim ngói, vì trong bụng cá mòi có cái mề giống chim ngói.

## Di cư

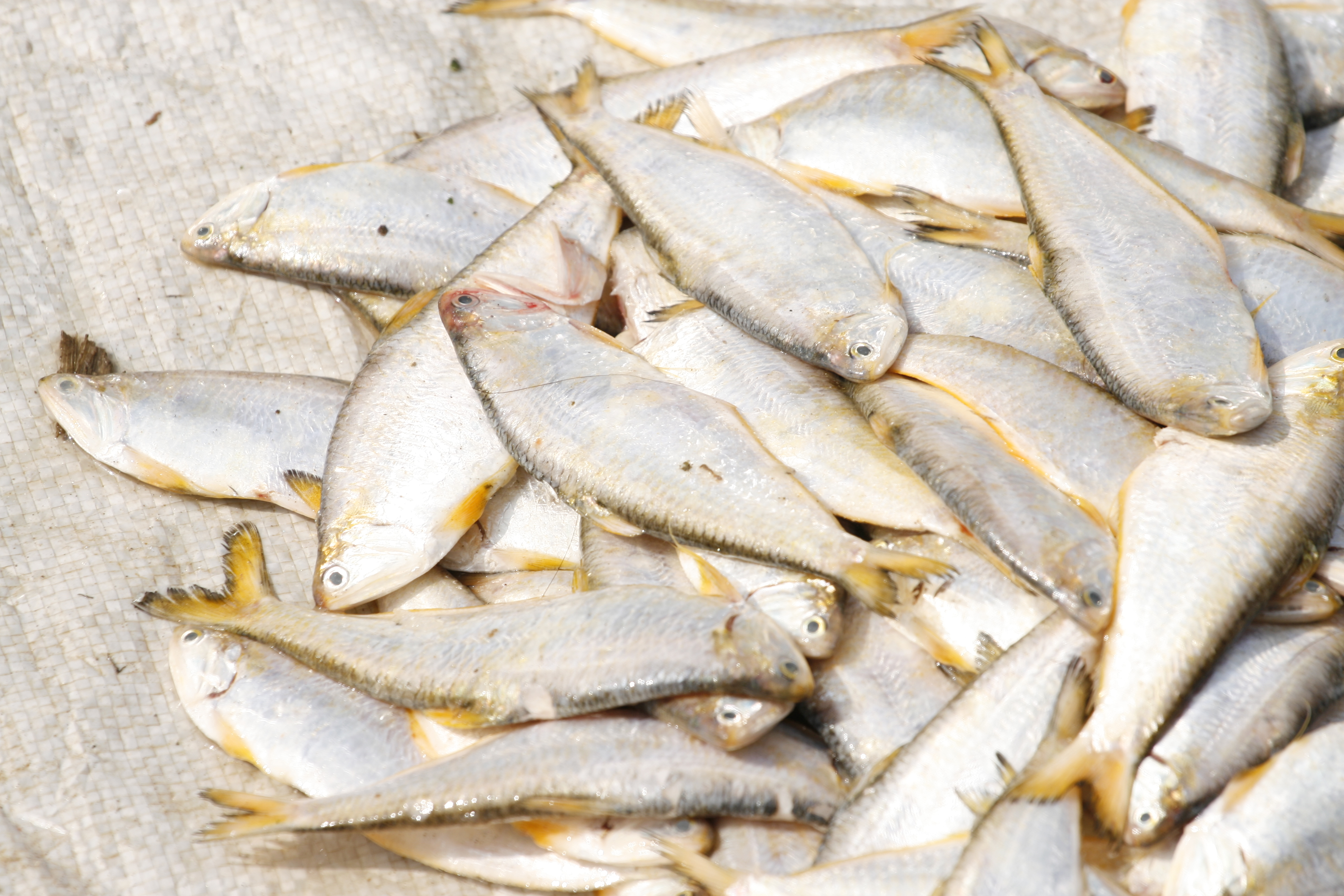
Cá mòi sông ở Việt Nam

Ở Việt Nam, từ tháng giêng đến tháng tư âm lịch là mùa giăng lưới đón cá mòi. Khi mưa rơi đầu xuân làm ấm mặt nước sông Hồng cũng là lúc cá mòi từ biển ngược dòng trở về, từ tháng giêng đến tháng tư âm lịch là mùa các làng chài ven sông Hồng giăng lưới đón cá mòi. Người dân nhiều địa phương cũng đánh bắt một số cá mòi để đông lạnh dùng suốt năm. Cuộc di cư của loài cá mòi diễn ra từ tháng 5 – 7 hàng năm. Số lượng mà con người đánh bắt được thường không gây tổn hại quá nhiều đến tổng số của đàn cá. Đến thời kỳ di cư, hàng trăm người đã đổ về các bờ biển của Nam Phi để theo dõi cuộc di cư này.
Ngư dân ở vùng sông Hồng cũng săn cá mòi, từ tháng giêng đến tháng tư âm lịch là mùa giăng lưới đón cá mòi. Cá mòi càng vào sâu đất liền càng thấm vị phù sa thịt thơm và ngọt, còn cá đánh ở ngoài cửa biển thoảng có mùi khai. Mùa cá mòi bơi từ biển về sông Hồng, nở ra ở sông, cá mòi con bơi ra biển rồi tới tháng ba, chúng lại bơi về để đẻ trứng. Một giờ thả lưới, ngư dân có thể đánh được vài chục kg cá căng bụng trứng.
Cá mòi trên sông Hồng có nhiều từ tháng giêng đến tháng tư âm lịch và rộ nhất vào thời điểm hoa gạo nở. Vào mùa này, các làng chài dọc sông Hồng đều thả lưới đánh cá mòi. Trong đó, bến đò Vũ Điện (xã Hoàng Hanh, thành phố Hưng Yên) được xem là vựa cá mòi lớn nhất. Ở đây mực nước sâu, lại là ngã ba sông Hồng, sông Luộc, sông Nam Định, nên cá về nhiều. Người dân miền Bắc có một truyền thuyết kỳ lạ về cá mòi, rằng cá do chim ngói hóa thành. Mùa thu, chim ngói bay ra biển và hóa thành cá mòi. Sang xuân, cá bơi ngược về rừng để biến thành chim ngói. Truyền thuyết này lý giải vì sao cứ đến mùa sinh sản, cá lại bơi từ biển vào sông để đẻ trứng và khi mổ, cá mòi có mề như mề của chim ngói.